# Nemanthus annamensis
Nemanthus annamensis là một loài hải quỳ bản địa và được tìm thấy tại Trung Thái Bình Dương - Ấn Độ Dương. Loài này đã được mô tả đầu tiên từ vịnh Bắc Bộ: tên của loài đề cập đến "An Nam", một tên gọi lịch sử cho Bắc Bộ và Trung Bộ Việt Nam.